# 姜安送米
姜安送米，是相傳於客家人的民間故事，以戲劇與民謠方式流傳，如〈二十四孝姜安送米〉、〈姜安送米歌〉等歌謠。

## 梗概
故事描寫江西吉安府廬陵縣人姜安，因當地發生大飢荒又家族內鬥，送米尋母的苦難過程。